# James Sands
James Sands (Rye, 2000. július 6. –) amerikai válogatott labdarúgó, a német St. Pauli hátvéde kölcsönben a New York City csapatától.

## Pályafutása

### Klubcsapatokban
Sands a new yorki Rye városában született. Az ifjúsági pályafutását a helyi New York SC csapatában kezdte, majd a New York City akadémiájánál folytatta.
2017-ben mutatkozott be a New York City észak-amerikai első osztályban szereplő felnőtt keretében. Először a 2017. szeptember 17-ei, Colorado Rapids ellen idegenben 1–1-es döntetlennel zárult mérkőzés 67. percében, Andrea Pirlo cseréjeként lépett pályára. A 2018-as szezonban a Louisville City, míg 2022 és 2023 között a skót első osztályban érdekelt Rangers csapatát erősítette kölcsönben.
2025. január 1-jén jelentette be a német St. Pauli, hogy kölcsönben szerződtette.

### A válogatottban
Sands az U17-es korosztályú válogatottban is képviselte Amerikát.
2021-ben debütált a felnőtt válogatottban. Először a 2021. július 12-ei, Haiti ellen 1–0-ra megnyert mérkőzés 76. percében, Nicholas Gioacchinit váltva lépett pályára.

## Statisztikák
2023. június 17. szerint
| Klub                 | Szezon   | Osztály              | Bajnokság | Bajnokság | Kupa  | Kupa | Nemzetközi | Nemzetközi | Összesen | Összesen |
| Klub                 | Szezon   | Osztály              | Meccs     | Gól       | Meccs | Gól  | Meccs      | Gól        | Meccs    | Gól      |
| -------------------- | -------- | -------------------- | --------- | --------- | ----- | ---- | ---------- | ---------- | -------- | -------- |
| New York City        | 2017     | MLS                  | 1         | 0         | 0     | 0    | —          | —          | 1        | 0        |
| New York City        | 2018     | MLS                  | 3         | 0         | 1     | 0    | —          | —          | 4        | 0        |
| New York City        | 2019     | MLS                  | 19        | 0         | 0     | 0    | —          | —          | 19       | 0        |
| New York City        | 2020     | MLS                  | 18        | 0         | 0     | 0    | 3          | 0          | 21       | 0        |
| New York City        | 2021     | MLS                  | 30        | 0         | 0     | 0    | 1          | 0          | 31       | 0        |
| New York City        | 2023     | MLS                  | 17        | 0         | 1     | 0    | —          | —          | 18       | 0        |
| New York City        | Összesen | Összesen             | 88        | 0         | 2     | 0    | 4          | 0          | 94       | 0        |
| Rangers (kölcsönben) | 2021–22  | Scottish Premiership | 7         | 0         | 2     | 0    | 5          | 0          | 14       | 0        |
| Rangers (kölcsönben) | 2022–23  | Scottish Premiership | 17        | 0         | 2     | 1    | 8          | 0          | 27       | 1        |
| Rangers (kölcsönben) | Összesen | Összesen             | 24        | 0         | 4     | 1    | 13         | 0          | 41       | 1        |
| Összesen             | Összesen | Összesen             | 112       | 0         | 6     | 1    | 17         | 0          | 135      | 1        |

### A válogatottban
| Válogatott       | Év       | Pályára lépés | Gól |
| ---------------- | -------- | ------------- | --- |
| Egyesült Államok | 2021     | 7             | 0   |
| Egyesült Államok | 2023     | 6             | 0   |
| Összesen         | Összesen | 13            | 0   |

## Sikerei, díjai
New York City
- MLS
  - Bajnok (1): 2021

 Rangers
- Scottish Premiership
  - Ezüstérmes (1): 2021–22

- Skót Kupa
  - Győztes (1): 2021–22

- Skót Ligakupa
  - Döntős (1): 2022

- Európa-liga
  - Döntős (1): 2021–22

 Amerikai U17-es válogatott
- U17-es CONCACAF-bajnokság
  - Döntős (1): 2017

 Amerikai válogatott
- CONCACAF-aranykupa
  - Győztes (1): 2021

- CONCACAF Nemzetek ligája
  - Győztes (1): 2022–23

Egyéni
- MLS All-Stars: 2021